# سون تاي يونغ
سون تاي يونغ (بالكورية: 손태영)‏ هي ممثلة وعارضة ازياء كورية جنوبية، ولدت يوم 19 أغسطس 1980 في دايغو في كوريا الجنوبية. 

## روابط خارجية
- سون تاي يونغ على موقع IMDb (الإنجليزية)
- سون تاي يونغ على موقع قاعدة بيانات الفيلم (الإنجليزية)